# ネガティブ・オプション
ネガティブ・オプションとは、事業者が消費者に対して一方的に商品を送りつけて売買契約の申込みを行う手法である。。

## 概要
特定商取引法(以下、「特商法」という他、単に「法」と略記することもある。)59条が規制を設けている。
訪問販売法（平成12改正に際し、特定商取引法に改名された。）の立法当初より規制が存在している類型である。
このように送りつけられた商品であっても業者の所有権は存在しているため、消費者において廃棄することはできないのが原則である。
ただし自由に処分できない状況を長期間継続させることは消費者にとって過大な負担となるため、特商法の規定により、一定期間経過後は自由な処分を認めるものとされていた。
その期間については、昭和63年改正以降、長らく14日間(消費者が引き取りを請求した場合は7日間）であった。
その後、令和2年度にマスクの送りつけ被害の増加などが確認されたことなどから、特商法の令和3年改正により、即時の処分権が認められるに至った。

## 定義
法59条1項は、ネガティブ・オプションを要旨以下の通り定義する。
```
①　売買契約の申込みないし契約の締結を行った者以外に対して、売買契約の申込みをすると共に商品の送付をする場合
②　申込み等を受けた商品以外の商品について、売買契約の申込みを受けるとともに商品の送付をする場合
```

要するに、「○日以内に購入意思のない旨を告げるか、商品を返送するかをしなければ、売買を承諾したものとみなす」といった通知とともに商品を送付する場合である。
商品の送付とともに、売買契約の申し込みをすることが必要であるから、誤送付された場合等は当然ネガティブオプションに含まれない。
法59条の2は、令和3年改正に際して追加されたものであるが、売買契約の成立を偽って商品を送付した場合も、同様に即時の処分権を認める。
追加の趣旨は、偽装された売買契約の履行として商品を提供する行為が、59条1項にいう「申込み」に含まれるか疑義があるためとされる。
なお、申込みに係る売買契約が、営業のために、若しくは営業としてすることになる場合は適用除外となっている(59条2項)。
商人間取引においては、営業の部類に属する契約の申込みと共に受け取った商品の保管義務がある（商法510条）こととの関係とされる。
ただし、送りつけられた相手方が法人や個人事業主であることの一事を以て直ちに適用除外となるわけではない。

## 行為規制
諸外国の立法例にならい、ネガティブオプションを繰り返す業者への行政処分権限を認めるべきとする見解もあるが、現状は存在しない。

## 民事的効力
ネガティブオプションを行った業者は、直ちに商品の返還請求権を失う。
その帰結として、消費者が商品を処分したとしても、損害賠償請求権や不当利得返還請求権等を行使することができなくなる。
売買契約が存在しないのに商品を送りつける行為は、正当な事業活動と評し得ず、送りつけられた商品について代金支払義務があるかのごとく誤認させようとすることは詐欺的であるためとされる。

## 具体例

### カニ
連絡なしに一方的にカニを送りつける手法が、2008年ごろから増加傾向にある。この手法は、「カニの送りつけ商法」、「カニカニ詐欺」などと呼ばれている（カニカニ詐欺は電話でカニの購入契約を強引にしたりする商法も含まれるが、こちらはネガティブ・オプションではない。）。

### マスク
新型コロナウイルスの感染拡大に伴い、2020年には上記の通りマスクを一方的に送りつける商法が流行した。

## その他
2014年には、送り付けによる詐欺を働いていた複数の業者に対して大量の名簿を販売していた名簿業者が摘発され、詐欺幇助容疑で社長らが逮捕されている。